# WWE Hall of Fame (2023)
WWE Hall of Fame (2023) foi um evento de luta livre profissional a ser produzido pela WWE que contaou com a introdução da 24ª classe no WWE Hall of Fame. A cerimônia aconteceu em 31 de março de 2023, na Crypto.com Arena em Los Angeles, Califórnia, na noite anterior à WrestleMania 39. Foi transmitida ao vivo às 22h, horário do leste dos Estados Unidos, no Peacock e na WWE Network internacionalmente, imediatamente, após a exibição do programa regular de sexta à noite da WWE, SmackDown.

## Produção
O WWE Hall of Fame de 2023 foi programado para ser realizado em 31 de março de 2023, na Crypto.com Arena em Los Angeles, Califórnia, na noite anterior à WrestleMania 39, com transmissão na WWE Network internacionalmente, imediatamente após a exibição do programa regular da noite de sexta-feira da WWE, SmackDown. Em 10 de março de 2023, Rey Mysterio foi anunciado como o primeiro induzido individual para a Classe do Hall da Fama da WWE de 2023. Em 15 de março de 2023, The Great Muta foi anunciado como o segundo candidato individual para a Classe do Hall da Fama da WWE de 2023 por Ric Flair. Em 20 de março de 2023, Andy Kaufman, conhecido por sua rivalidade com Jerry "The King" Lawler, foi anunciado como o terceiro induzido ao Hall da Fama da WWE. Em 27 de março de 2023, Stacy Keibler foi anunciada como a quarta induzida. Em 29 de março de 2023, Tim White foi anunciado como o recebedor do Warrior Award, prêmio que, pela primeira vez desde a cerimônia de 2020/2021, Dana Warrior não apresentou.
Pelo segundo ano consecutivo, não houve induções na Legacy Wing.

## Introduzidos

### Individual
- Os headliners da classe aparecem em negrito.

| Imagem | Nome no ringue (Nome de nascimento)     | Introduzido por            | Prêmios reconhecidos pela WWE |
| ------ | --------------------------------------- | -------------------------- | --- |
|        | Rey Mysterio (Óscar Gutiérrez)          | Konnan                     | 1 vez Campeão da WWE 2 vezes Campeão Mundial dos Pesos Pesados 2 vezes Campeão Intercontinental da WWE 2 vezes Campeão dos Estados Unidos da WWE 8 vezes Campeão Peso Cruzador da WCW/WWE 4 vezes Campeão Mundial de Duplas da WWE 1 vez Campeão de Duplas do SmackDown da WWE 3 vezes Campeão Mundial de Duplas da WCW 1 vez Campeão Peso Cruzador de Duplas da WCW Vencedor do Royal Rumble de 2006                                      |
|        | The Great Muta (Keiji Muto)             | Ric Flair                  | 4 vezes Campeão dos Pesos Pesos da IWGP 3 vezes Campeão dos Pesos Pesados Triple Crown 1 vez Campeão dos Pesos Pesados da GHC 1 vez Campeão Mundial dos Pesos Pesados da NWA 1 vez Campeão Televisão da NWA 1 vez Campeão Mundial de Duplas da WCW 6 vezes Campeão de Duplas da IWGP Vencedor do BattleBowl de 1992 Movimentos popularizados ou inovadores, como Shining Wizard, Moonsault, Muta Lock, Dragon Screw Leg Whip e Asian Mist. |
|        | Stacy Keibler (Stacy Ann-Marie Keibler) | Mick Foley e Torrie Wilson | Vencedora do Nitro Girl Search (1999) WWE Babe of the Year (2004) Manager/valet para vários lutadores na WCW e WWE. |

### Celebridades
| Imagem | Nome no ringue (Nome de nascimento)    | Introduzido por           | Notas |
| ------ | -------------------------------------- | ------------------------- | --- |
|        | Andy Kaufman (Andrew Geoffrey Kaufman) | Jerry Lawler e Jimmy Hart | Introdução póstuma: Representado por seu irmão Michael, sua irmã Carol, sua sobrinha Maria e sua filha Brittany. Comediante e ator que ganhou fama no final dos anos 1970 e início dos anos 1980 como estrela da série de TV Taxi, Kaufman se envolveu no wrestling ao se promover como o "Inter-Gender Wrestling Champion of the World", onde ele lutava contra mulheres. Isso levou a uma rivalidade com Jerry Lawler na Continental Wrestling Association (CWA). Como parte dessa rivalidade, Lawler ficou famoso por ter dado um tapa no rosto de Kaufman durante uma entrevista no Late Night with David Letterman'. Considerado pela WWE como uma das primeiras celebridades a fazer a transição para o wrestling. |

### Warrior Award
| Recipiente (Nome de nascimento) | Introduzido por                        | Notas |
| ------------------------------- | -------------------------------------- | --- |
| Tim White (Timothy Rhys White)  | John "Bradshaw" Layfield e Ron Simmons | Recebedor póstumo: Representado por seus irmãos, Tom e Pat. Ex-árbitro e produtor da WWE, além de assistente nos bastidores de André the Giant. |